# 당화 반응
당화 반응(糖化反應, 영어: glycation)은 당이 단백질이나 지질에 비효소적 과정에 의해 공유결합되는 것이다. 비효소적 글리코실화(영어: non-enzymatic glycosylation)라고도 한다. 당화 반응에 참여하는 전형적인 당으로는 포도당, 과당 및 그 유도체가 있다. 당화 반응은 비효소적 과정으로 당뇨병의 많은 합병증(예: 미세혈관 합병증 및 대혈관 합병증)의 원인이 되며, 일부 질병 및 노화와 관련이 있다. 당화의 최종 생성물들은 당뇨병의 혈관 합병증의 원인이 되는 것으로 믿어진다.
당화 반응과는 대조적으로 글리코실화는 당이 단백질이나 지질에 ATP 의존적 효소 매개 반응에 의해 공유결합되는 것이다. 글리코실화는 표적 분자의 정의된 부위에서 일어난다. 글리코실화는 단백질의 번역 후 변형의 일반적인 형태이며 성숙한 단백질의 기능에 필요하다.

## 생화학
당화 반응은 주로 혈류에서 소량으로 흡수된 단순당(포도당, 과당, 갈락토스)에 의해 일어난다. 과당은 신체의 1차적인 에너지원인 포도당보다 약 10배의 당화 반응 활성을 가지고 있는 것으로 보인다. 당화 반응은 아마도리 반응, 시프 염기 반응, 마이야르 반응을 통해 일어날 수 있다. 이는 최종 당화 산물(AGE)의 형성으로 이어진다.
|  |

## 생물의학적 의미

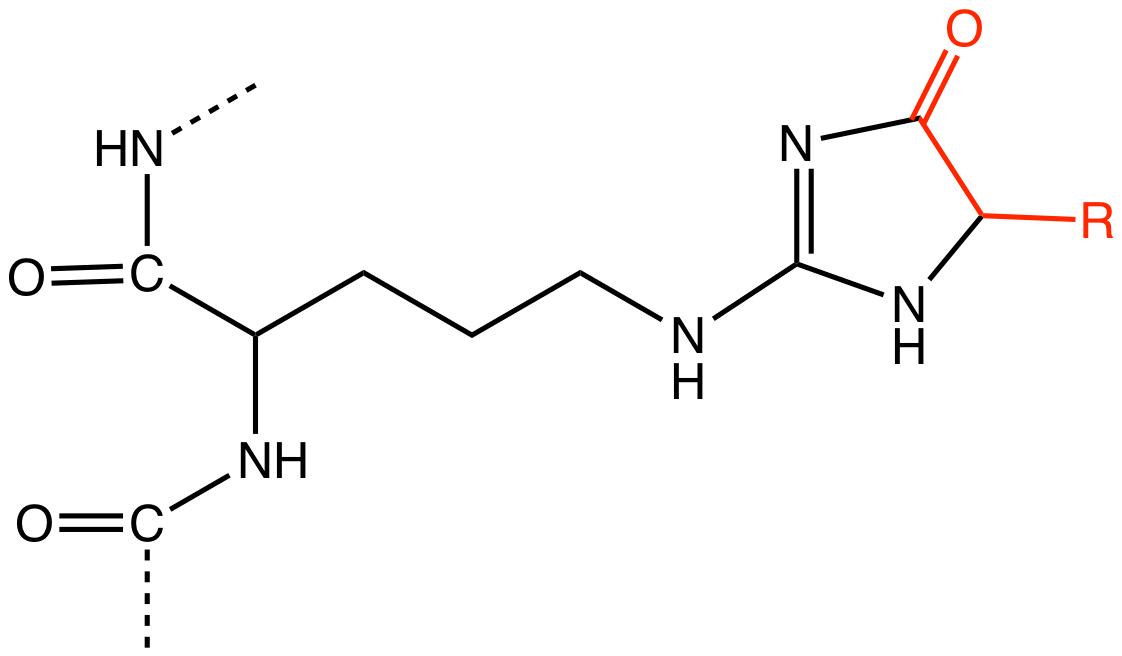
이미다졸론(R = CH_{2}CH(OH)CH(OH)CH_{2}OH)은 전형적인 당화 생성물이다. 이는 아르기닌 잔기의 구아니딘기와 3-디옥시글루코손의 축합에 의해 일어난다.

적혈구는 120일이라는 일관된 수명을 가지고 있으며 당화 헤모글로빈의 측정으로 확인할 수 있다. 당화 헤모글로빈의 주요 형태인 HbA1c를 측정하면 당뇨병에서 중기 혈당 조절을 모니터링할 수 있다.
일부 당화 반응 생성물은 심혈관계 질환(내피, 피브리노겐 및 콜라겐이 손상됨) 및 알츠하이머병(아밀로이드 단백질은 최종 당화 산물로 진행되는 반응의 부산물)을 비롯한 많은 연령 관련 만성 질환과 관련이 있다.
수명이 긴 세포(예: 신경 및 다양한 유형의 뇌세포), 오래 지속되는 단백질(예: 수정체 및 각막의 크리스탈린) 및 DNA는 시간이 지남에 따라 상당한 당화를 유지할 수 있다. 당화 반응에 의한 손상은 혈관벽의 콜라겐을 경화시켜 특히 당뇨병에서 고혈압을 유발한다. 당화는 또한 혈관벽의 콜라겐을 약화시켜 미세동맥류 또는 거대동맥류를 유발할 수 있다. 이것이 뇌에서 일어날 경우 뇌졸중을 일으킬 수 있다.

## 같이 보기
- 최종 당화 산물
- 알라게브리움
- 과당
- 갈락토스
- 포도당
- 글리코실화
- 당화 헤모글로빈
- 노화 과정 목록

## 더 읽을거리
- Ahmed N, Furth AJ (July 1992). “Failure of common glycation assays to detect glycation by fructose”. 《Clin. Chem.》 38 (7): 1301–3. doi:10.1093/clinchem/38.7.1301. PMID 1623595.
- Vlassara H (June 2005). “Advanced glycation in health and disease: role of the modern environment”. 《Annals of the New York Academy of Sciences》 1043 (1): 452–60. Bibcode:2005NYASA1043..452V. doi:10.1196/annals.1333.051. PMID 16037266. S2CID 20952378.